# Педриньо
Педро Енрике Оливейра дос Сантос (на португалски: Pedro Henrique Oliveira dos Santos), познат просто като Педриньо (на португалски: Pedrinho), е бразилски футболист, който играе на поста дясно крило. Състезател на Коняспор.

## Кариера
Педриньо е бивш играч на Тигрес до Бразил, Америка РЖ, Волта Редонда и Крисиума.
На 17 декември 2022 г. бразилецът е обявен за ново попълнение на ЦСКА 1948. Дебютира на 19 февруари при загубата с 0:1 като гост на Ботев (Враца).

## Успехи
Волта Редонда
- Кариока А2 (1): 2022
- Купа на Рио (1): 2022